# 前歴開示および前歴者就業制限機構
前歴開示及び前歴者就業制限機構（英語:Disclosure and Barring Service、略称:DBS）は、英国内務省が所管する非部門の公的機関。 
DBSはイングランド、ウェールズ、チャンネル諸島、マン島において、雇用者に対し求職者の前歴照会を行うほか、「こどもや脆弱な大人と接する仕事に就けない者のリスト」を作成し前歴者の就業禁止決定も行う。
2012年に成立した自由保護法に基づき、犯罪記録管理局（CRB）と独立保護機関（ISA） が統合されて発足した。

## 来歴
2002年5月、教育省は、子供と接する教育系業務に就くべきでない人物のデータベース（リスト99）の作成を開始。後にISA 子供禁止リスト（独立保護機関が管理）・DBS子供禁止リスト（DBSが管理）に改称された。
2004年7月、保健省は（脆弱な）大人と接する業務に就くべきでない人物のデータベース（POVA first）の作成も開始した。これは後に「ISA Adult First」・「DBSアダルトファースト」に解消された。
2012年12月1日、自由保護法に基づき、犯罪記録管理局（CRB）と独立保護機関（ISA） が統合されて発足した。

## 前歴照会
DBSが行う前歴開示(Disclosure)は、DBS証明書又はDBSチェックと呼ばれる。 
イギリスでは、基本的に職種に関わらず使用者が被用者の犯歴照会を求めることができることとなっている。ただし、こどもに関わる職業又は活動（ボランティア）を行う使用者がこどもに対する性的虐待等の犯罪歴がある者を使用することは犯罪と定められているため、こどもに関わる職種の使用者において 被用者の犯歴照会を行うことが義務化されている。 

### 照会するデータベース
前科情報等のデータは、内務省等の別組織によって管理・保管されており、DBSはそのデータベースを利用する形で運用を行っている。

#### 内務省管理データ
PNC(Police National Computer)には、警察が記録した特定の被疑者の逮捕詳細、追訴・起訴・有罪判決に関する情報、警察が発した注意処分等の裁判外刑事処分の情報等が保存されている。

#### 地方警察管理データ
PLX（Police Local Cross Referencing Database/Police Local Exchange ) には、被疑者等の氏名、生年月日等個人情報と地域警察が独自に有する個人の機微情報(有罪にならなかった事案に関する情報等)が保存されている。

#### 就業禁止者リスト
子どもや脆弱な大人と接する仕事に就けない者のリストには、特定の犯罪により有罪判決を受けた者、特定の犯罪歴チェック時に開示された犯罪歴を持つ者、またDBSへの通報を基に組織的な判断の結果決定された者が掲載（後述）。なお、規制対象活動(後述)を行う団体・人材派遣業者は、児童に危害を与えるおそれがある者がいる場合にDBSに通報の義務がある。

### 証明書の種類
職種や業種ごとに対象が分けられた、4種類の証明書がある。基本的に「基本チェック」を経た証明書発行の申請は職業等に関わらず可能だが、こどもと接する職業等（規制対象活動）については、「拡張チェック」「就業禁止者リスト付き拡張チェック」を経た証明書での就労可否の確認が必要となっている。

#### 基本チェック
基本DBSチェックは、全職種を対象に、雇用など様々な目的で利用されるもの。
証明書には PNCデータの内、掲載期間未経過の裁判所による有罪判決・警察官による裁判外刑事処分のうち条件付注意処分の詳細が掲載される。
証明書は本人（18歳以上）がDBSに直接オンライン申請するか、本人の同意を得た雇用主がDBSに登録された組織（Responsible Organizations）を通じての申請する。

#### 標準チェック
標準DBSチェックは、公的又は資格や登録を要する職種（警備員など）を対象に、採用可否判断や雇用契約時あるいは公的資格取得時の犯罪歴確認で利用される。
証明書には、 PNCデータの内、掲載期間に関係なく選別された特定の裁判所による有罪判決及び警察官による裁判外刑事処分が掲載される。
証明書は本人（18歳以上）が申請することはできず、本人の同意を得た雇用主がDBSの登録機関を通じての申請する。

#### 拡張チェック
拡張チェックは、規制対象活動のうち期間条件等に合わないもの又は保育所の経営者（医療や介護など特定の状況下で子供や脆弱な大人と関わる）職種を対象とし、採用可否判断や雇用継続時の犯罪歴確認に利用される。
証明書には標準チェックの証明書掲載内容に加えて、PLXデータの内、警察官が掲載すべきと判断した機微情報が掲載される。
証明書は本人（18歳以上）が申請することはできず、本人の同意を得た雇用主がDBSの登録機関を通じての申請する。

#### 就業禁止者リスト付き拡張チェック
就業禁止者リスト付き拡張チェックは規制対象活動や特定施設で活動を行う職種（子供や脆弱な大人と関わる）を対象に、採用可否判断や雇用継続時の就業禁止リスト掲載者排除に利用される。 
証明書には拡張チェックの証明書掲載内容に加えて、就業禁止リストへの掲載の有無が記載される。 
これには、拡張証明書が行うすべてのことと、適切なDBS禁止リストのチェックが含まれる。 

## 就業者禁止リスト
DBSは、就労希望者が特定の重大な犯罪(深刻な暴力的・性的犯罪等)で有罪判決を受けたことがある場合、こども等に危険を及ぼすと確信できる判決以外の情報を持っている場合に一定の職業(規制対象活動(後述))に就くことを法的に禁止するため、「こどもや脆弱な大人と接する仕事に就けない者のリスト」（就業禁止者リスト）を作成し管理をしている。 
DBSが、こども等と関わる仕事に就くことを禁止する決定をした場合、その決定を下された者がそのような仕事に就くことは刑事犯罪となり、また使用者が事情を知りながら職務に採用することも刑事犯罪となる。

### 就業禁止者リスト掲載の決定方法
- 特定の重大犯罪で有罪とされた又は警告を受けた者は、警察からDBSに対して情報提供がなされ、自動的にリストに掲載。
- 使用者や各種機関等からのDBSへの通報情報に基づき、DBS内で審議を行い、こども等に危害を与える可能性が有ると判断された場合に掲載。

自動的にリストに掲載された場合を除いて、就業禁止者リストに掲載された個人は裁判所の許可を得て不服申し立てができる。ただし「納得できない」という理由だけでは不服申し立ては認められない。